# Thelocactus heterochromus
Thelocactus heterochromus là một loài thực vật có hoa trong họ Cactaceae. Loài này được (F.A.C. Weber) Oosten miêu tả khoa học đầu tiên năm 1940.